# 府県郷社明治神社誌料
『府県郷社明治神社誌料』（ふけんごうしゃめいじじんじゃしりょう）は書物。明治45年（大正元年、1912年）刊、全3巻。『明治神社誌料』とも略称される。
明治末期時点での日本全国に鎮座する神社の中、府県社583社、郷社3,455社に関する誌料を蒐集したもので、各道府県毎に冒頭に「土地民族の発展と神社の振興とは関係する所大な」る理由から上代を主とした編纂当時迄の該道府県の梗概を記す「歴史地理」の節を設け、以下管内神社を府県社、郷社の順でそれぞれ所在地、社名、祭神、由緒等や各末尾に例祭日、会計法適用指定年月日、神饌幣帛料供進指定年月日、氏子戸数と崇敬者員数を掲げる。
凡例に拠れば、明治12年（1879年）6月に達せられた内務省乙第31号達によって調製された各神社の明細帳を基としたが、それ以外にも各神社の社伝、社記録等に直接拠った記述を為し、とりわけ由緒に関しては「正確を得むが為に」考証を付し、それが「断定を下し難き」場合には数説を掲げて後考を期するという編纂方針を採ったというが、その為に由緒では逸書や珍書である縁起類も多く引載された貴重な文献となり、総じて明治39年（1906年）の勅令に端を発した神社整理という名の大合併が一段落した明治末期における主要神社の状況を知り得る格好の資料とされる。
本書は椙杜吉次の主導下に明治神社誌料編纂所が設けられ、大隈重信、土方久元、千家尊福の賛助を得ると共に、日枝神社宮司久保悳鄰、神宮奉斎会会長藤岡好古、靖國神社宮司賀茂百樹を顧問に迎え、井上頼圀、本居豊穎、物集高見が監修、宮地嚴夫、佐伯有義、宮西惟助が編纂、磯部武者五郎が編輯を担当して編まれた。
なお、本書の副産物として各神社の祭神でその事績が共通する者を逐次記すの煩を避ける為に纏めた『大日本神名辞書』が椙杜によって編まれており（明治神社誌料編纂所刊、大正元年）、更にそれを増補した『新訂増補大日本神名辞書』もある。

## 構成
各巻の内題は杉重華の揮毫。上巻には巻頭に山縣有朋、桂太郎、西園寺公望、寺内正毅、土方久元、平田東助（西涯）の題字と大隈重信、千家尊福、井上友一の序文を付し、以下各道府県と管内神社の配列は廃藩置県後に制定された道府県や市町村区域台帳に従っている。
- 上巻
  - 北海道 県社2社／郷社48社
  - 東京府 府社13社／郷社65社
  - 京都府 府社15社／郷社65社
  - 大阪府 府社8社／郷社75社
  - 神奈川県 県社7社／郷社41社
  - 兵庫県 県社37社／郷社161社
  - 長崎県 県社7社／郷社30社
  - 新潟県 県社12社／郷社38社
  - 埼玉県 県社13社／郷社24社
  - 群馬県 県社9社／郷社42社
  - 千葉県 県社11社／郷社79社
  - 茨城県 県社13社／郷社41社
  - 栃木県 県社6社／郷社49社
  - 奈良県 県社6社／郷社37社
  - 三重県 県社17社／郷社43社
  - 愛知県 県社14社／郷社162社
  - 静岡県 県社19社／郷社137社

- 中巻
  - 山梨県 県社2社／郷社75社
  - 滋賀県 県社11社／郷社83社
  - 岐阜県 県社5社／郷社178社
  - 長野県 県社17社／郷社93社
  - 宮城県 県社7社／郷社34社
  - 福島県 県社21社／郷社88社
  - 巌手県 県社2社／郷社34社
  - 青森県 県社10社／郷社55社
  - 山形県 県社18社／郷社107社
  - 秋田県 県社14社／郷社37社
  - 福井県 県社20社／郷社46社
  - 石川県 県社27社／郷社66社
  - 富山県 県社11社／郷社35社
  - 鳥取県 県社7社／郷社56社
  - 島根県 県社13社／郷社128社

- 下巻
  - 岡山県 県社23社／郷社95社
  - 広島県 県社5社／郷社24社
  - 山口県 県社17社／郷社106社
  - 和歌山県 県社10社／郷社13社
  - 徳島県 県社3社／郷社71社
  - 香川県 県社9社／郷社78社
  - 愛媛県 県社28社／郷社106社
  - 高知県 県社10社／郷社210社
  - 福岡県 県社31社／郷社121社
  - 大分県 県社12社／郷社117社
  - 佐賀県 県社5社／郷社47社
  - 熊本県 県社9社／郷社58社
  - 宮崎県 県社11社／郷社56社
  - 鹿児島県 県社16社／郷社101社

- 計 府県社583社／郷社3,455社